# Frasnay-Reugny
Frasnay-Reugny är en kommun i departementet Nièvre i regionen Bourgogne-Franche-Comté i de centrala delarna av Frankrike. Kommunen ligger i kantonen Saint-Benin-d'Azy som tillhör arrondissementet Nevers. År 2022 hade Frasnay-Reugny 80 invånare.

## Befolkningsutveckling
Antalet invånare i kommunen Frasnay-Reugny
| Referens: INSEE |